# Giuseppe Menada
Giuseppe Menada (Pecetto di Valenza, 27 agosto 1858 – Reggio Emilia, 21 febbraio 1931) è stato un dirigente d'azienda italiano, è stato direttore, poi presidente della SAFRE (Società Anonima delle Ferrovie di Reggio Emilia), che gestiva le linee Sassuolo-Guastalla e Bagnolo-Carpi; divenne il punto di raccordo tra le Officine Righi (trasformate in Società Anonima Officine Meccaniche Reggiane) e la stessa SAFRE.
Nel 1906 Menada affermava: "Le Officine Reggiane hanno modestamente iniziato con la costruzione dei carri scoperti semplici, ....poi sono passate ai carri merci, ai bagagliai,...sono giunte alla costruzione di splendidi vagoni di terza classe e stanno per tentare quelli di seconda classe, per poi procedere, attraverso vagoni di prima classe, alla costruzione delle più perfette vetture."
Oltre che per la sua attività di industriale Menada è ricordato per aver ricoperto la carica di sindaco e poi di podestà di Reggio Emilia.
Nel 1928 si scontra con il direttore della soprintendenza regionale Luigi Corsini riguardo ai restauri del Palazzo Capitano del Popolo (Hotel Posta) in centro a Reggio Emilia: Corsini voleva fermare il progetto proposto da Guido Tirelli a seguito del rinvenimento di reperti medievali durante il lavoro, mentre Menada voleva far proseguire i lavori.